# Antonov An-14
Antonov An-14 är ett tvåmotorigt propellerflygplan som drevs av radialmotorer. Det byggdes i drygt 300 exemplar i Sovjetunionen under 1960- och 1970-talen, och användes som passagerarplan på mindre flygplatser och även militärt, bland annat av DDR. Antonov An-14 är ett STOL-plan som kan landa på dåliga landningsbanor. Modellen är en föregångare till de nyare, större varianterna Antonov An-28 och Antonov An-38.